# 吳氏玉瑤
吳氏玉瑤（越南语：／，1421年—1496年5月8日），越南後黎朝皇太后。黎太宗妃嬪、黎聖宗之母。

## 生平
吳氏玉瑤是清華處紹天府安定縣董滂社人，永樂十九年（1421年）出生，生父為吳徐。紹平三年（1436年），吳氏入選後宮。大宝元年（1440年）黎太宗封她為婕妤，兩年後生下皇子黎思誠，即後來的黎聖宗。黎仁宗即位後，宣慈皇太后阮氏英以吳氏為親王生母，特令晉封她為充媛。
光順元年（1460年）六月，黎聖宗即位，尊母親吳氏玉瑤為皇太后（越南语：／）。洪德二十七年閏三月二十六日（1496年5月8日），吳氏去世，得年七十六歲，諡光淑貞惠謙節和沖仁聖皇太后（越南语：／）。